# Knights of Columbus Building (Gary)
El Knights of Columbus Building es un edificio histórico ubicado en Gary, una ciudad del noroccidente del estado de Indiana (Estados Unidos). Fue construido en 1925, tiene diez pisos y es de estilo neorrenacentista.

## Historia y arquitectura
El Knights of Columbus Building se construyó durante un importante auge inmobiliario que comenzó en 1923 y se extendió hasta 1929. Durante este lapso también se construyeron inmuebles históricos como el Hotel Gary, el Palace Theater o el Ayuntamiento.
Fue diseñado por el estudio de arquitectura Porter & McNally en estilo neorrenacentista con varios retranqueos y una fachada de ladrillo, piedra caliza y terracota. El inmueble se inauguró en 1926. Desde su inauguración ha servido como hotel, casa club, restaurante, gimnasio, pista de bolos e instalación deportiva.
Fue incluido en el Registro Nacional de Lugares Históricos en 1984.

## Galería

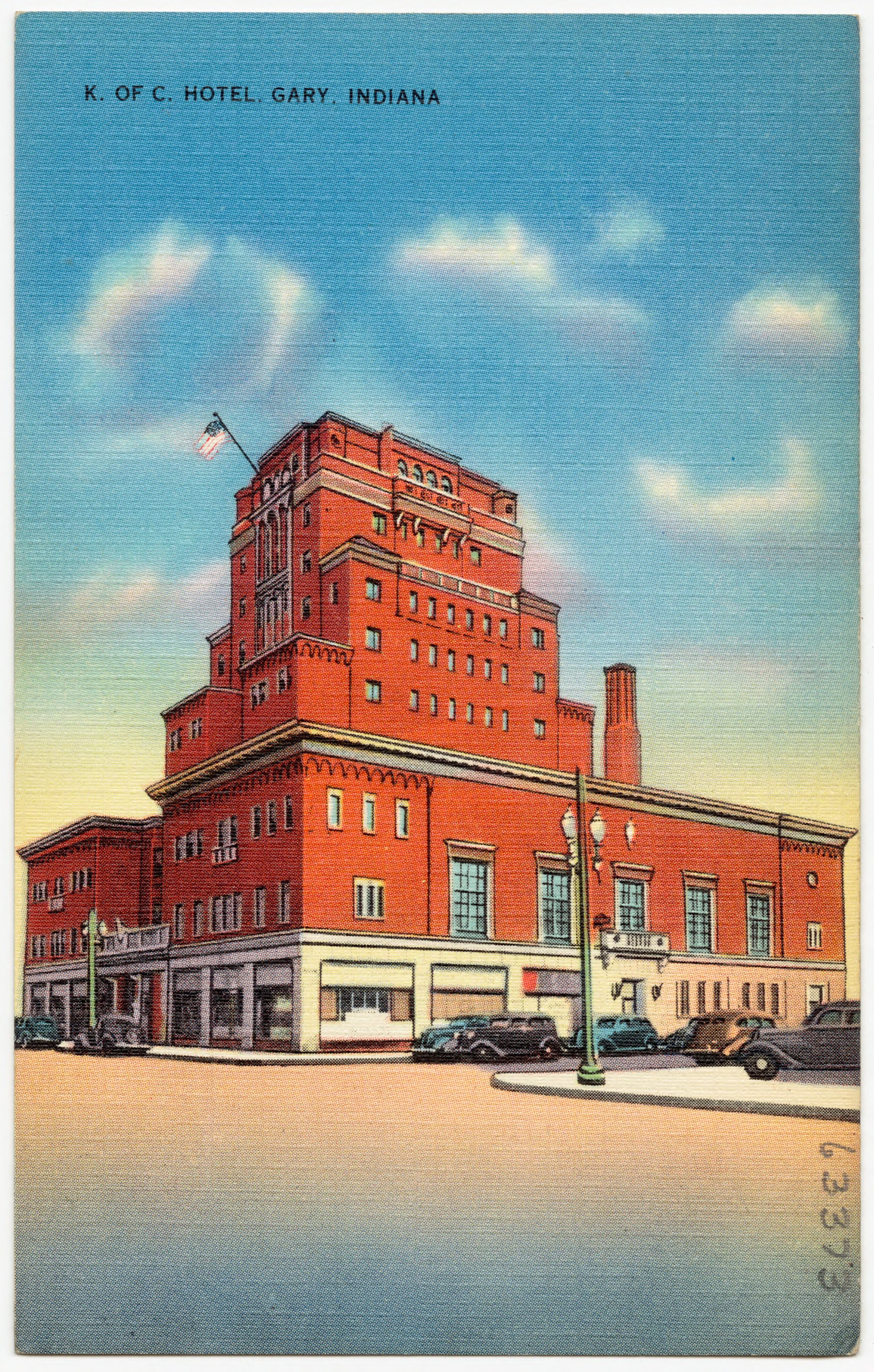
Postal de los años 1930